# Noch Fragen Arnold?
Noch Fragen Arnold? (englischer Originaltitel Diff’rent Strokes) ist eine US-amerikanische Sitcom mit Gary Coleman und Todd Bridges, die von 1978 bis 1986 entstand. Dana Plato spielte zu Beginn Kimberly Drummond. Nachdem Plato allerdings geheiratet hatte und ein Kind bekommen hatte, wurde ihre Rolle aus Imagegründen gestrichen.

## Handlung
Die schwarze Haushälterin des reichen Witwers Philip Drummond konnte ihrem Arbeitgeber kurz vor ihrem Tod ein wichtiges Versprechen abnehmen: Er soll sich um ihre beiden Söhne kümmern, sie erziehen und bei sich zu Hause aufnehmen. Willis, der Ältere, ist zu Beginn zwölf Jahre alt, sein kleiner Bruder Arnold ist acht Jahre alt. Fortan leben die beiden zusammen mit ihrem weißen Pflegevater und seiner Tochter, der 13-jährigen und lebhaften Kimberly Drummond, zusammen in all dem Reichtum, den sich Mr. Drummond als Präsident eines großen Konzerns erarbeitet hat. Edna Garrett wird später die neue Haushälterin der Familie, wird aber im Verlauf der Serie von der grummeligen und etwas strengen Adelaide Brubaker abgelöst.
Arnold und Willis erleben gemeinsam mit ihrer neuen Familie zahlreiche Abenteuer, doch sie sehnen sich auch nach ihrer alten Heimat und stehen dem neuen Leben und seinen Herausforderungen zunächst skeptisch gegenüber.